# Coppa dell'AFC 2010
La Coppa dell'AFC 2010 è stata la 7ª edizione della Coppa dell'AFC, organizzata dalla AFC per i paesi membri in sviluppo, che è iniziata il 23 febbraio 2010 e si è conclusa il 6 novembre 2010, con la finale allo stadio internazionale Jaber, in Kuwait.

## Fase a gironi

### Gruppo A
| Squadra         | Pt | G | V | N | P | GF | GS | DG  |
| --------------- | -- | - | - | - | - | -- | -- | --- |
| Al-Karamah      | 14 | 6 | 4 | 2 | 0 | 12 | 4  | +8  |
| Shabab Al-Ordon | 12 | 6 | 3 | 3 | 0 | 13 | 5  | +8  |
| Saham Club      | 5  | 6 | 1 | 2 | 3 | 5  | 11 | -6  |
| Al-Ahli San'a'  | 1  | 6 | 0 | 1 | 5 | 3  | 13 | -10 |

### Gruppo B
| Squadra            | Pt | G | V | N | P | GF | GS | DG |
| ------------------ | -- | - | - | - | - | -- | -- | -- |
| Kuwait SC          | 8  | 4 | 2 | 2 | 0 | 13 | 5  | +8 |
| Churchill Brothers | 7  | 4 | 2 | 1 | 1 | 6  | 10 | -4 |
| Al-Hilal Al-Sahili | 1  | 4 | 0 | 1 | 3 | 3  | 7  | -4 |

### Gruppo C
| Squadra      | Pt | G | V | N | P | GF | GS | DG  |
| ------------ | -- | - | - | - | - | -- | -- | --- |
| Kazma        | 13 | 6 | 4 | 1 | 1 | 6  | 3  | +3  |
| Nasaf Qarshi | 11 | 6 | 3 | 2 | 1 | 12 | 4  | +8  |
| Al Jaish     | 8  | 6 | 2 | 2 | 2 | 10 | 8  | +2  |
| Al-Ahed      | 1  | 6 | 0 | 1 | 5 | 5  | 18 | -13 |

### Gruppo D
| Squadra           | Pt | G | V | N | P | GF | GS | DG  |
| ----------------- | -- | - | - | - | - | -- | -- | --- |
| Al-Qadisiya       | 14 | 6 | 4 | 2 | 0 | 14 | 5  | +9  |
| Al-Ittihad Aleppo | 10 | 6 | 3 | 1 | 2 | 10 | 8  | +2  |
| Nejmeh            | 10 | 6 | 3 | 1 | 2 | 12 | 8  | +4  |
| East Bengal       | 0  | 6 | 0 | 0 | 6 | 5  | 20 | -15 |

### Gruppo E
| Squadra   | Pt | G | V | N | P | GF | GS | DG |
| --------- | -- | - | - | - | - | -- | -- | -- |
| Al-Rayyan | 15 | 6 | 5 | 0 | 1 | 16 | 7  | +9 |
| Al-Riffa  | 13 | 6 | 4 | 1 | 1 | 7  | 5  | +2 |
| Al-Wehdat | 7  | 6 | 2 | 1 | 3 | 8  | 10 | -2 |
| Al-Nahda  | 0  | 6 | 0 | 0 | 6 | 3  | 12 | -9 |

### Gruppo F
| Squadra    | Pt | G | V | N | P | GF | GS | DG  |
| ---------- | -- | - | - | - | - | -- | -- | --- |
| Sriwijaya  | 13 | 6 | 4 | 1 | 1 | 17 | 3  | +14 |
| Bình Dương | 13 | 6 | 4 | 1 | 1 | 14 | 2  | +12 |
| Selangor   | 4  | 6 | 1 | 1 | 4 | 7  | 16 | -9  |
| Victory    | 4  | 6 | 1 | 1 | 4 | 2  | 19 | -17 |

### Gruppo G
| Squadra        | Pt | G | V | N | P | GF | GS | DG  |
| -------------- | -- | - | - | - | - | -- | -- | --- |
| South China    | 13 | 6 | 4 | 1 | 1 | 12 | 5  | +7  |
| Muangthong Utd | 11 | 6 | 3 | 2 | 1 | 12 | 7  | +5  |
| VB Addu        | 9  | 6 | 3 | 0 | 3 | 12 | 11 | +1  |
| Persiwa Wamena | 1  | 6 | 0 | 1 | 5 | 8  | 21 | -13 |

### Gruppo H
| Squadra        | Pt | G | V | N | P | GF | GS | DG |
| -------------- | -- | - | - | - | - | -- | -- | -- |
| Ðà Nẵng        | 14 | 6 | 4 | 2 | 0 | 12 | 6  | +6 |
| Port           | 11 | 6 | 3 | 2 | 1 | 8  | 5  | +3 |
| Geylang United | 4  | 6 | 0 | 4 | 2 | 7  | 9  | -2 |
| Tai Po         | 2  | 6 | 0 | 2 | 4 | 3  | 10 | -7 |

## Fase a eliminazione diretta

### Ottavi di finale
| Squadra 1   | Risultato       | Squadra 2          |
| ----------- | --------------- | ------------------ |
| Al-Karamah  | 1 - 0           | Nasaf Qarshi       |
| Kazma       | 1 - 1 (6-5 dtr) | Shabab Al-Ordon    |
| Al-Rayyan   | 1 - 1 (2-4 dtr) | Muangthong Utd     |
| South China | 1 - 3           | Al-Riffa           |
| Kuwait SC   | 1 - 1 (4-5 dtr) | Al-Ittihad Aleppo  |
| Al-Qadisiya | 2 - 1           | Churchill Brothers |
| Sriwijaya   | 1 - 4           | Port               |
| Ðà Nẵng     | 4 - 3 (dts)     | Bình Dương         |

### Quarti di finale
| Squadra 1         | Totale | Squadra 2      | Andata | Ritorno |
| ----------------- | ------ | -------------- | ------ | ------- |
| Al-Riffa          | 8 - 3  | Ðà Nẵng        | 3 - 0  | 5 - 3   |
| Al-Karamah        | 1 - 2  | Muangthong Utd | 1 - 0  | 0 - 2   |
| Port              | 0 - 3  | Al-Qadisiya    | 0 - 0  | 0 - 3   |
| Al-Ittihad Aleppo | 4 - 2  | Kazma          | 3 - 2  | 1 - 0   |

### Semifinali
| Squadra 1      | Totale | Squadra 2         | Andata | Ritorno |
| -------------- | ------ | ----------------- | ------ | ------- |
| Muangthong Utd | 1 - 2  | Al-Ittihad Aleppo | 1 - 0  | 0 - 2   |
| Al-Riffa       | 3 - 4  | Al-Qadisiya       | 2 - 0  | 1 - 4   |

### Finale
| Arbitro: | Khalil Al Ghamdi |

|                                          |                      |                          |
| Al Enezi 29’                             | Marcatori            | 53’ Dyab                 |
| Al Ansari Al Bloushi Al Khatib Al Mejmed | Tiri di rigore 2 – 4 | Hemidi Dyab Dakka Kalaji |

## Statistiche

### Classifica marcatori
| Gol |  |  | Giocatore                  | Squadra     |
| --- |  |  | -------------------------- | ----------- |
| 9   |  |  | Afonso Alves               | Al-Rayyan   |
| 8   |  |  | Gastón Merlo               | Ðà Nẵng     |
| 7   |  |  | Fábio César Montezine      | Al-Rayyan   |
| 7   |  |  | Kesley Alves Huỳnh         | Bình Dương  |
| 7   |  |  | Bader Al-Mutwa             | Al-Qadisiya |
| 6   |  |  | Khaled Al-Azemi            | Kuwait SC   |
| 5   |  |  | Leonardo Ferreira da Silva | South China |
| 5   |  |  | Keith Gumbs                | Sriwijaya   |
| 5   |  |  | Ali Ashfaq                 | VB Addu     |
| 5   |  |  | Anoure Obiora              | Sriwijaya   |
| 5   |  |  | Abdulrahman Mubarak        | Al-Riffa    |